# Nadine Adrian
Nadine Adrian (* 9. Juni 1982) ist eine ehemalige deutsche Fußballspielerin.

## Karriere
Die 164 cm große Mittelfeldspielerin Adrian gehörte von 1999 bis 2001 dem FCR Duisburg 55 an, für den sie in der Bundesliga fünf Punktspiele bestritt. Ihr Bundesliga-Debüt gab sie am 29. August 1999 (1. Spieltag) beim 10:0-Sieg im Heimspiel gegen den FSV Frankfurt; ihre drei weiteren Punktspiele wurden bei einem Torverhältnis von 15:0 allesamt gewonnen. Am Saisonende gewann sie mit dem FCR Duisburg 55 die Deutsche Meisterschaft. In ihrer zweiten und letzten Saison bestritt sie lediglich das mit 7:1 über den 1. FC Saarbrücken gewonnene Punktspiel am letzten Spieltag.

## Erfolge
- Deutscher Meister 2000